# Palazzo Polifunzionale del Ghiaccio

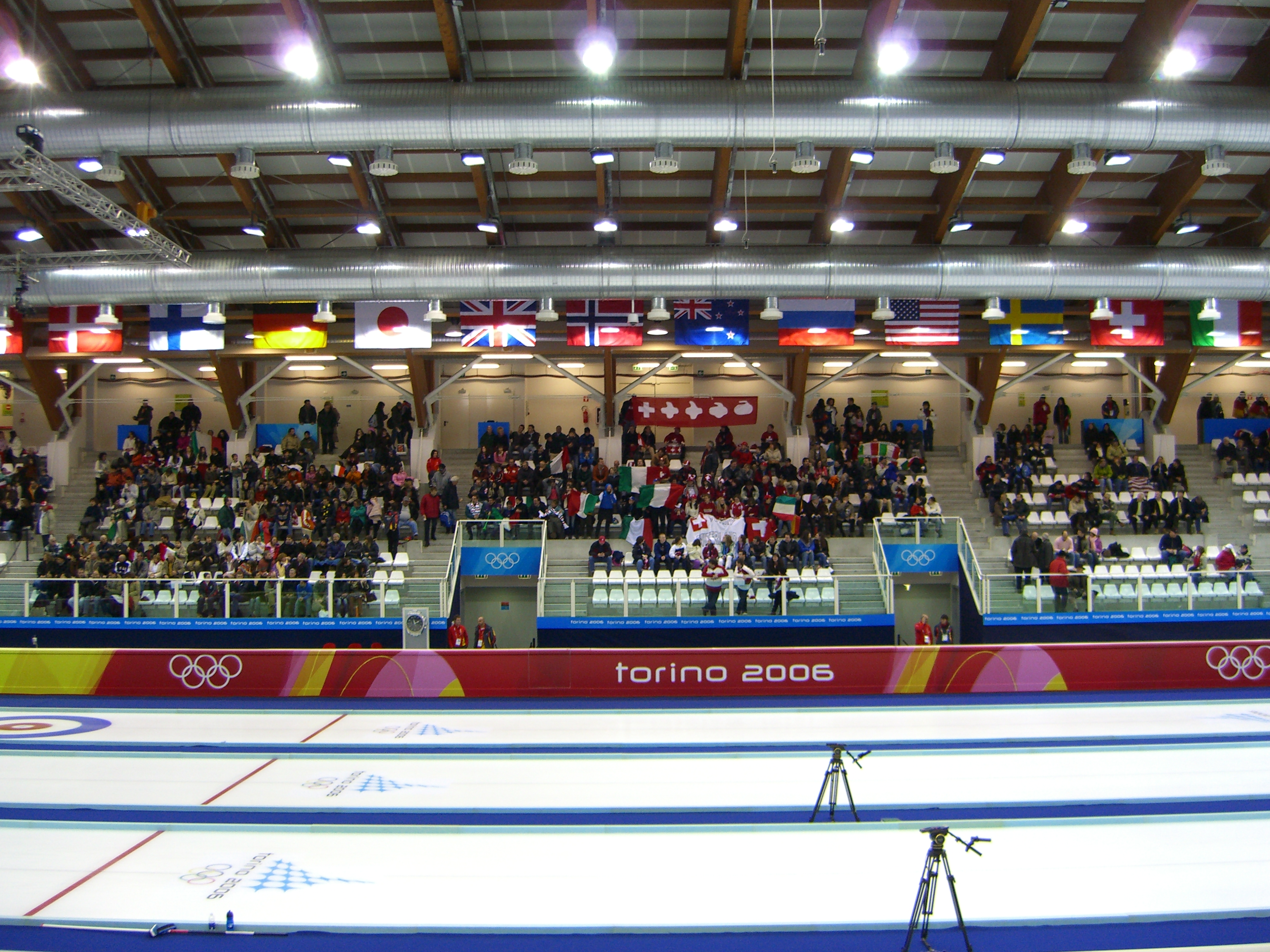

Het Palazzo Polifunzionale del Ghiaccio is een stadion in Pinerolo en diende als accommodatie voor het curling tijdens de Olympische Winterspelen 2006.
Het stadion ligt in het gebied waar de dalen Val Lemina, Val Pellice en Val Chisone elkaar ontmoeten aan de oostkant van Pinerolo. Behalve voor curling is het stadion ook te gebruiken voor ijshockey, shorttrack en kunstrijden, maar die sporten vonden tijdens de Winterspelen elders plaats. Er is plaats voor 2982 toeschouwers.

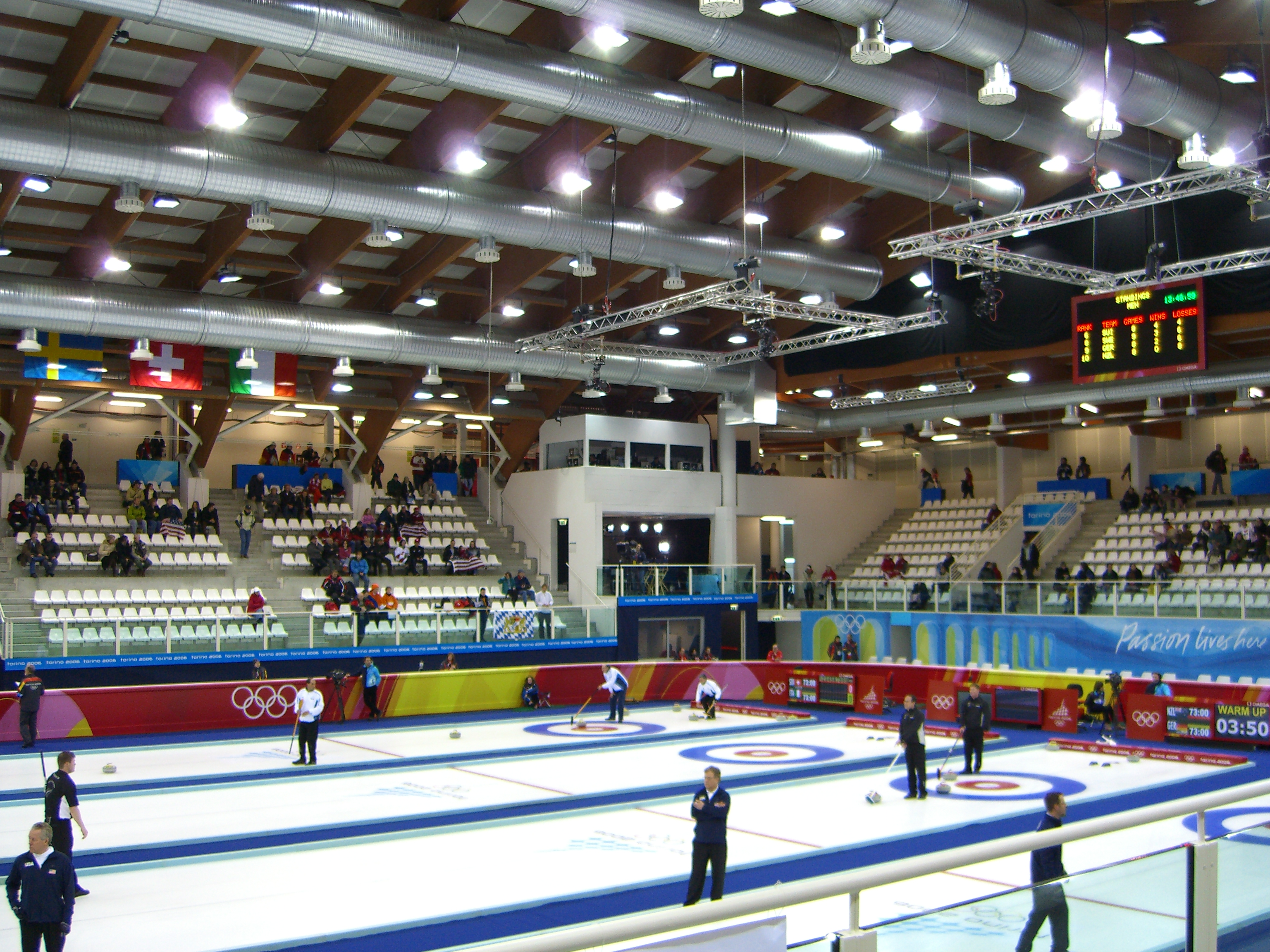